# Gyógyszerészeti Értesítő
Gyógyszerészeti Értesítő 1957-ben adták ki Marosvásárhelyen Kacsó Albert szerkesztésében. Összesen  öt száma jelent meg. Ebben az időszakban a magyarországi gyógyszerészeti folyóiratok szünetelése folytán az egyedüli magyar nyelvű gyógyszerészeti kiadvány. Itt jelent meg Kiss Árpád dolgozata a tejből előállítható glutaminsavról, Kornhoffer Vilmos cikksorozata a receptúrában használatos antibiotikumokról, Ádám Lajos javaslata a gyógyszertári számítási műveletek egyszerűsítésére, Kopp Elemér beszámolója az anyarozs termesztésének helyzetéről, Blazsek Ágnes ismertetője a komplexometriás eljárás alkalmazásáról gyógyszerek vizsgálatában, Hankó Zoltán és Ajtony Gábor közleménye az ostya- és zselatintokok összehasonlító vizsgálatáról.